# Omizodes complanata
Omizodes complanata es un género de polillas perteneciente a la familia Geometridae, descritos por primera vez por el lepidopterólogo inglés Louis Beethoven Prout en 1922. Se encuentra distribuido con endemismo en la provincia de Gauteng de Sudáfrica y probablemente Limpopo.

## Descripción
Es una polilla pequeña con una envergadura de 20 milímetros (0,8 plg). Tiene gran parecido y a menudo confundida con la especies O. ocellata. Las alas tienen estrías redondas finas diagnósticas. 
La oruga es violácea con finas líneas amarillas, pero carece de la ancha banda lateral amarilla característica del género. Las orugas se alimentan de gardenias silvestres. Es una especie bivoltina con los adultos en vuelo de octubre a febrero. Su hábitat constituye quebradas y crestas donde crecen sus plantas hospedadoras.